# Taiyutyla clatsop
Taiyutyla clatsop – gatunek dwuparca z rzędu Chordeumatida i rodziny Conotylidae.
Gatunek ten opisany został w 1976 przez Williama Sheara na podstawie parki okazów odłowionych w hrabstwie Clatsop.
Ciało holotypowego samca ma 6 mm długości. Ubarwienie ma bardzo jasnobrązowe z ciemniejszym nakrapianiem. Trójkątne pola oczne wyposażone są w po 18 pigmentowanych oczu prostych, ustawionych w 3 rzędach. U samca odnóża par od trzeciej do siódmej są silnie powiększone, przy czym największe są te pary trzeciej i czwartej, a najmniejsza, siódma para jako jedyna ma gałeczkowaty wyrostek u nasady uda. Ósma i dziewiąta para odnóży samca przekształcona jest w gonopody. Gonopody przedniej pary są nieco zakrzywione ku tyłowi i wyposażone w T-kształtną gałąź boczną. Tylne gonopody mają kolpokoksyty silnie zakrzywione ku tyłowi, węższe niż u T. prefemorata,  z dwoma wiciowatymi gałęziami nasadowymi, w części końcowej orzęsione i rozdwojone na szczycie. Poszczególne człony telopoditów tylnych gonopodów są krótkie i zbliżonych rozmiarów.
Wij znany wyłącznie z Oregonu w Stanach Zjednoczonych.